# ثابتة الحرارة
ثابتة الحرارة أو متجانسة الحرارة أو ذو دم حار (باليونانية: Homeothermy)‏ (تعني: homoios = ομοιό = «شبيه»؛ thermē = θέρμη = «حرارة»). وهي تنظيم حراري يحافظ على درجة حرارة الجسم الداخلية المستقرة بصرف النظر عن التأثير الخارجي. وتكون درجة الحرارة هذه غالبا أعلى من البيئة المحيطة. وهي أحد الأنواع الثلاثة من أنواع ذوات الدم الحار، وعكس متغيرة الحرارة.